# Phil Hogan

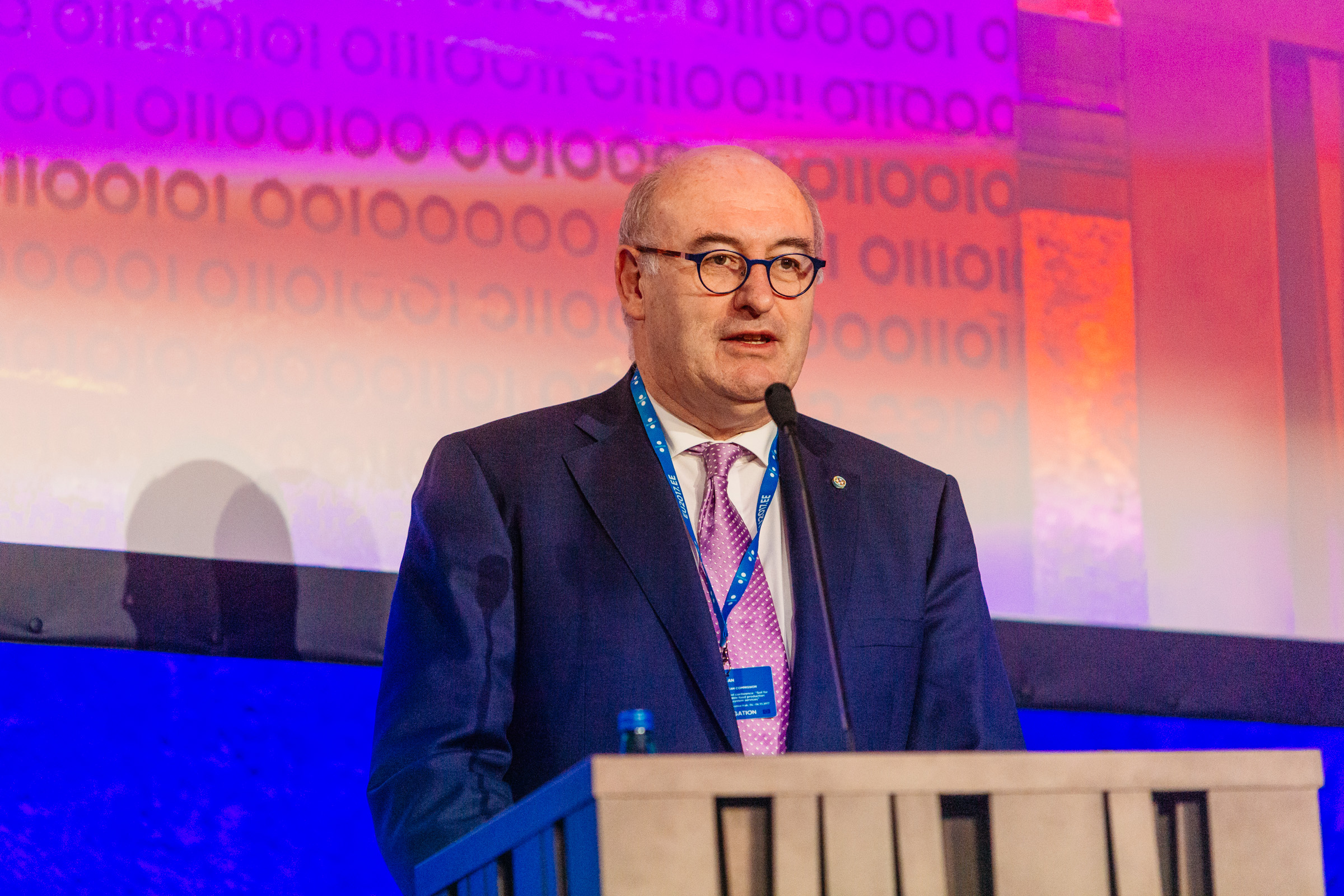
Phil Hogan (2017)

Philip „Phil“ Hogan (irisch Pilib Ó hÓgáin, * 4. Juli 1960 in Kilkenny) ist ein irischer Politiker der Fine Gael und ehemaliger EU-Kommissar. Von Dezember 2019 bis zum 26. August 2020 war er EU-Kommissar für Handel. Er erklärte seinen Rücktritt, nachdem er wegen Verstößen gegen die aktuellen Vorgaben zur COVID-19-Pandemie in Irland dort tagelang in der Kritik gestanden hatte.

## Leben
Hogan war nach dem Studium am University College Cork Versicherungsmakler und Auktionator und begann seine politische Laufbahn für die Fine Gael in der Kommunalpolitik und war von 1982 bis 2003 Mitglied im Grafschaftsrat des County Kilkenny (Kilkenny County Council). Während dieser Zeit war er auch von 1985 bis 1986 Vorsitzender des Grafschaftsrates.
Er kandidierte 1987 zwar erfolglos für einen Sitz im Unterhaus (Dáil Éireann), wurde allerdings anschließend Mitglied im Senat (Seanad Éireann) und vertrat in diesem bis 1989 die Interessengruppe Industrie und Finanzen. Bei den Unterhauswahlen 1989 wurde er schließlich erstmals zum Abgeordneten (Teachta Dála) in das Unterhaus gewählt und vertritt seither den Wahlkreis Carlow-Kilkenny. Zugleich war er von 1989 bis 1990 wieder Vorsitzender des Kilkenny County Council. Innerhalb der Fraktion der Fine Gael war er von 1989 bis 1991 Sprecher für Ernährung, danach für Verbraucherschutz sowie zuletzt zwischen 1993 und 1994 für regionale Angelegenheiten und europäische Entwicklung.
Während dieser Zeit war er auch vom 20. Dezember 1994 bis zu seinem Rücktritt am 9. Februar 1995 Staatsminister im Finanzministerium mit besonderer Zuständigkeit für öffentliche Ausgaben und das Amt für öffentliche Arbeiten in der von Premierminister (Taoiseach) John Bruton geleiteten „Regenbogenkoaliton“ von Fine Gael, Irish Labour Party und Democratic Left. Bei den Lokalwahlen 1999 wurde er letztmals im Stimmbezirk Kilkenny zum Mitglied in den Kilkenny County Council gewählt.
Am 9. März 2011 berief ihn der neue Premierminister Enda Kenny zum Minister für Umwelt, Gemeinschaftswesen und Lokalverwaltung in die irische Regierung, aus der er bei der Kabinettsumbildung vom 11. Juli 2014 wieder ausschied.

## EU-Kommissar für Landwirtschaft und ländliche Entwicklung
Er war von November 2014 bis November 2019 Kommissar für Landwirtschaft und ländliche Entwicklung in der Kommission Juncker. Hogan erklärte, dass er dafür sorgen werde dass, "Zahlungen für die ländliche Entwicklung, sowohl auf regionaler, als auch auf nationaler Ebene in Strategien zur Arbeits- und Wachstumsförderung integriert werden". ("ensuring that rural development spending is well integrated into jobs- and growth-generating investment strategies at national and regional level") Darüber hinaus, werde er folgende sechs Ziele verwirklichen:
- Die GAP so zu reformieren, dass besonders die EU-Agenda der Arbeits- und Wachstumsförderung gefördert wird. Dabei soll besonders auf die Subsidiarität und auf Probleme der GAP im Zusammenhang mit Flexibilität und Vereinfachung geachtet werden.
- In den ersten zwölf Monaten soll überprüft werden, ob die Prozesse der Direktzahlungen vereinfacht werden können.
- Neue Versuche, im Zuge der Klimapolitik der EU,  den landwirtschaftlichen Sektor energieeffizienter und zu machen und Emissionen einzusparen.
- Regelmäßige Untersuchung der Effektivität der Direktzahlungen der EU und regelmäßige Reporte über die Leistungen dieser Programme und deren Resultate.
- Überwachung der Kosten, um im Zuge der EU-Richtlinien das EU-Budget vor möglichem Betrug zu schützen.
- Zur Überprüfung des Mehrjährigen Finanzrahmens 2016 beizutragen, indem weitere Möglichkeiten identifiziert werden, die GAP auf Arbeitsplätze, Wachstum, Investitionen und Wettbewerb zu fokussieren.

Im Januar 2015 brachte er gemeinsam mit EU-Handelskommissarin Cecilia Malmström ein Abkommen zum gegenseitigen Schutz von geographischen Angaben zwischen der EU und Marokko zum Abschluss. Dieses Abkommen schützt vor allem kleine Betriebe in den beiden Wirtschaftsräumen, da diese stärker vom geographischen Image ihrer Region abhängen, darüber hinaus sollen auch die Einkommen kleinerer Betriebe sowie der bilaterale Handel zwischen der EU und Marokko gesteigert werden.

## Kommissar für Handel
In der Kommission von der Leyen I übernahm er am 1. Dezember 2019 das Amt des Kommissar für Handel. Hogan trat Ende August 2020 von seinem Amt zurück, nachdem diverse Verstöße gegen Auflagen in Irland bekannt wurden, die zum Schutz vor Ansteckung mit dem Corona-Virus erlassen worden waren. Premierminister Micheál Martin hatte Hogan nach Bekanntwerden der Verstöße den Rücktritt nahegelegt.

## Auszeichnungen
- 2017: Großes Goldenes Ehrenzeichen am Bande für Verdienste um die Republik Österreich[6]